# Johan II. van Montfoort
Johan II. van Montfoort (auch Jan, * 1382; † 16. Januar 1448) aus dem Geschlecht der Van Montfoort war der 7. Burggraf von Montfoort, Vrijheer von Polsbroek, Herr von Purmerend und Purmerland sowie Statthalter von Holland und Seeland.

## Biografisches
Er war der Sohn des Hendrik III. van Montfoort und der Oda van Polanen. Nach dem Tod seines Vaters folgte Johan ihm als Burggraf von Montfoort. Im selben Jahr nahm er an der Belagerung von Gorinchem teil. Er wurde im Jahre 1417 zum Ratsherr der Grafschaft Holland ernannt. Später erfolgte auch seine Ernennung zum holländischen Statthalter und Schatzmeister.
Er war einer der Leiter der Partei der Haken (niederländisch Hoeksen) in den sogenannten Haken-und-Kabeljau-Krieg (niederländisch: Hoekse en Kabeljauwse twisten), wo es um den Titel des Grafen von Holland ging. Im Jahre 1422 heiratete er Cunegonda van Bronkhorst, mit welcher er mindestens zwei Kinder hatte; nämlich Hendrik IV., seinen direkten Nachfolger, und eine Tochter namens Oda. Ab Mitte der 1420er Jahre war er einer der einflussreichsten Unterstützer der holländischen Gräfin Jakobäa von Bayern, welche ihn liebkosend Onkel Jan nannte. Er unterstützte sie bei der Schlacht bei Alphen aan den Rijn und half ihr mit der Stabilisierung des Festungsdreieckes Gouda-Oudewater-Schoonhoven. Im Jahre 1428, zur Zeit der Belagerung der Stadt Gouda, als er Jakobäa von Bayern nicht rechtzeitig zur Hilfe kommen konnte, wurden seine Güter größtenteils konfisziert. Seine Burggrafschaft Montfoort konnte er dennoch behalten. Im Jahre 1439 verkaufte ihm Gerrit van Zijl die Herrschaft Purmerend, Purmerland und Ilpendam.